# Kesznyéten
Kesznyéten ist eine ungarische Gemeinde im Kreis Tiszaújváros im Komitat Borsod-Abaúj-Zemplén.

## Geografische Lage
Kesznyéten liegt in Nordungarn, 30 Kilometer südöstlich vom Komitatssitz Miskolc entfernt, am Fluss Sajó. Nachbargemeinden sind Girincs in fünf und Kiscsécs in zwei Kilometer Entfernung. Die nächste Stadt Tiszaújváros liegt gut drei Kilometer südlich von Kesznyéten.

## Geschichte
Im Jahr 1913 gab es in der damaligen Großgemeinde 296 Häuser und 1470 Einwohner auf einer Fläche von 5609 Katastraljochen. Sie gehörte zu dieser Zeit zum Bezirk Szerencs im Komitat Zemplén.

## Sehenswürdigkeiten
- Heimatmuseum (Falumúzeum)
- Landschaftsschutzgebiet (Tájvédelmi Körzet)
- Reformierte Kirche, erbaut 1908

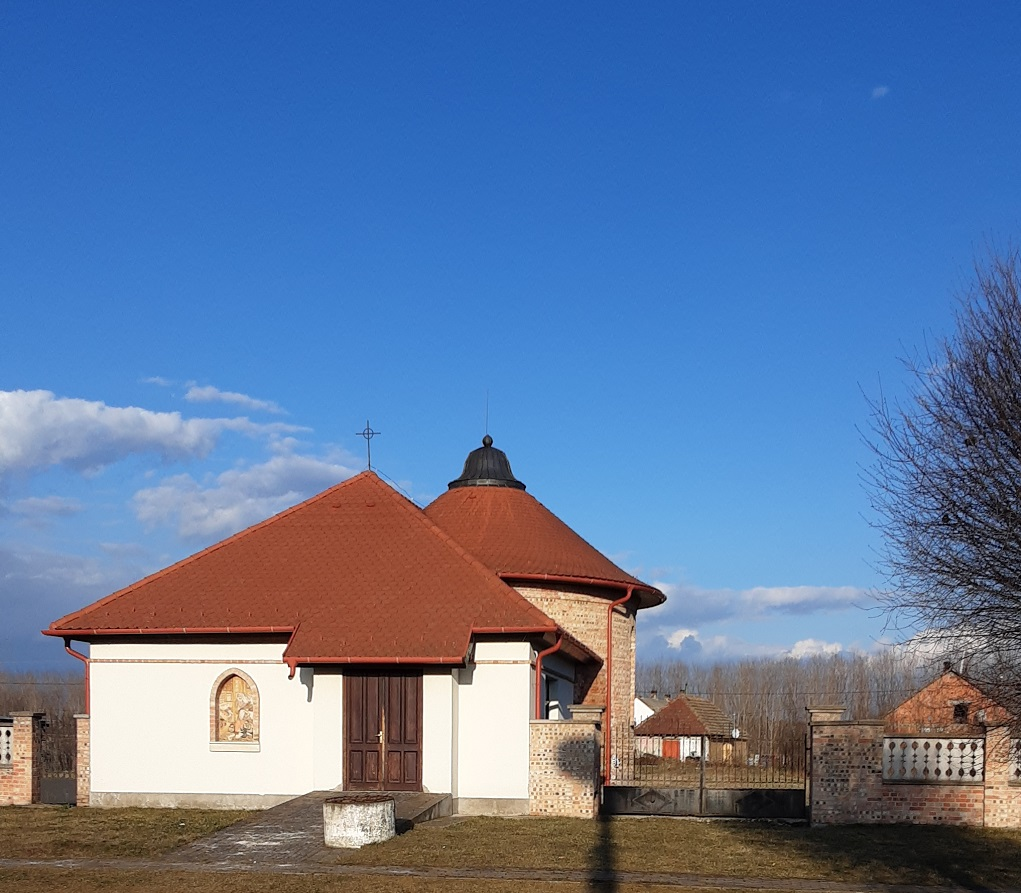
Römisch-katholische Kirche Árpád-házi Szent Erzsébet
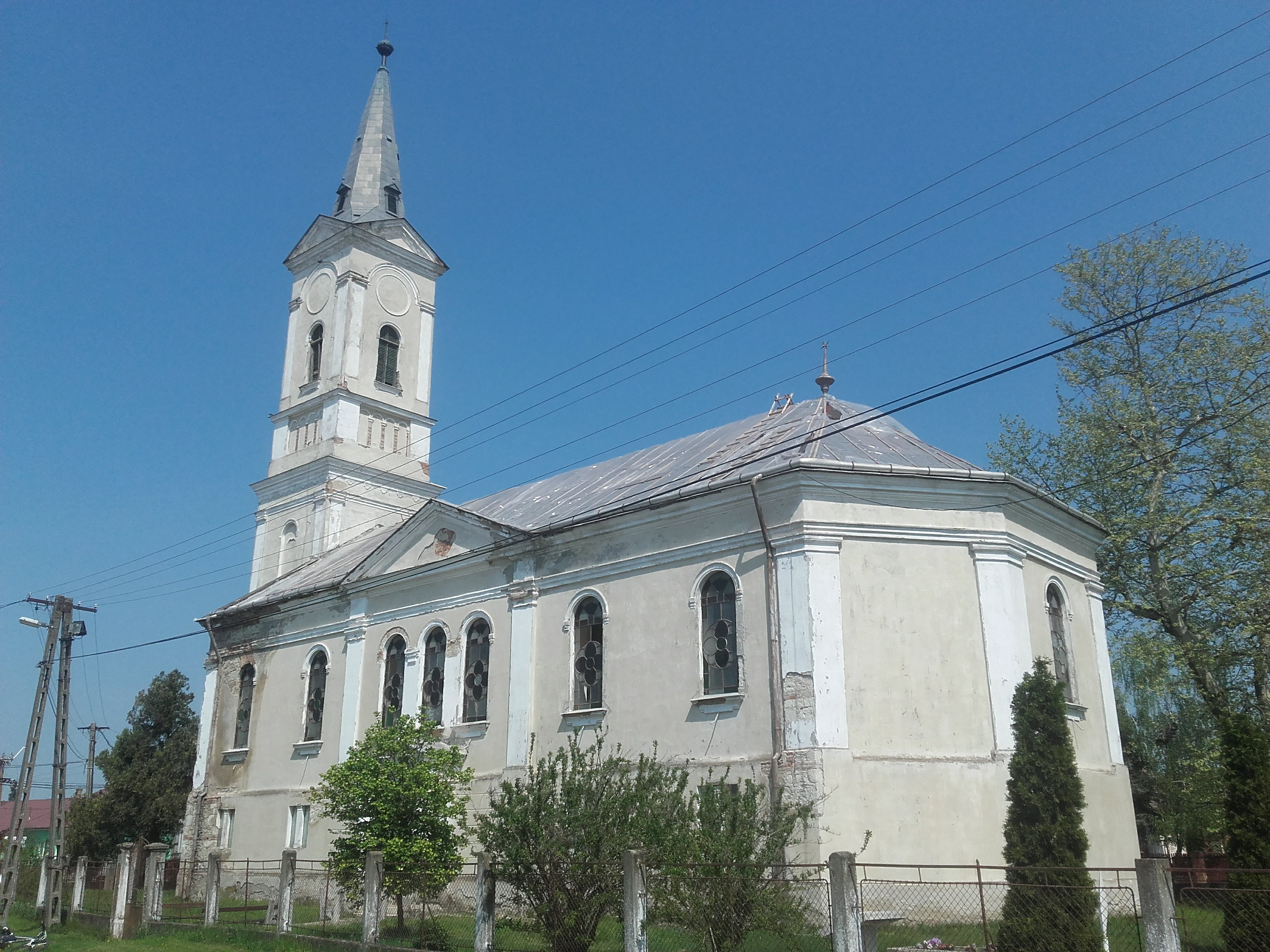
Reformierte Kirche
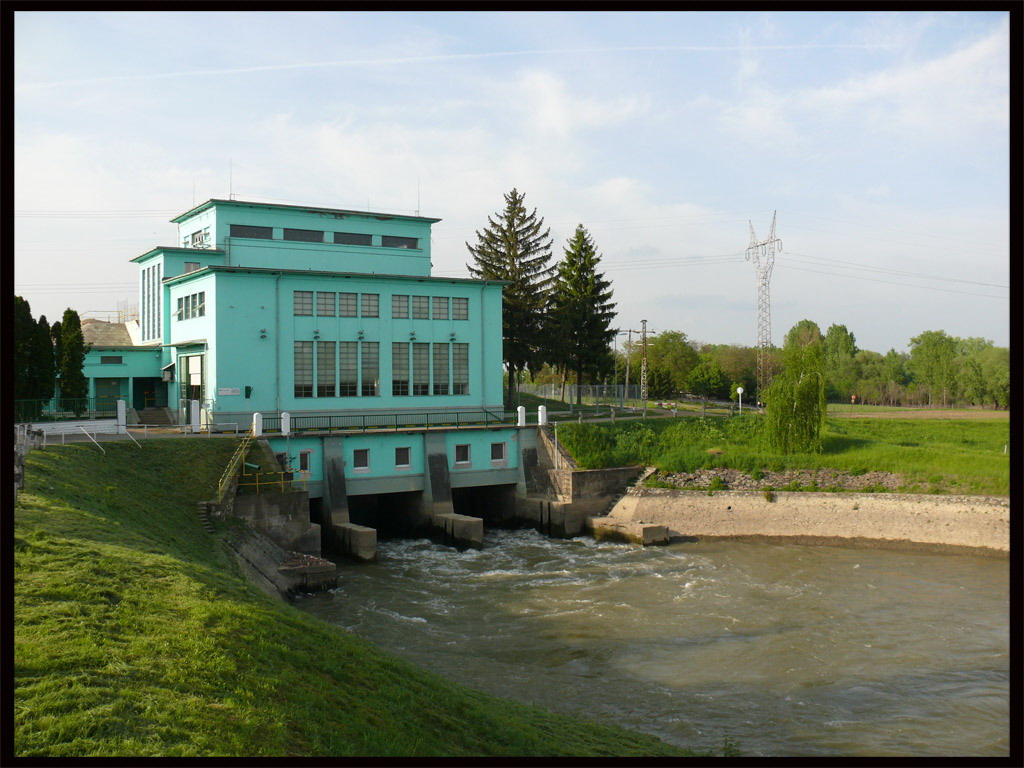
Wasserkraftwerk

- Wasserkraftwerk (Vízerőmű)

- Römisch-katholische Kirche Árpád-házi Szent Erzsébet
- Reformierte Kirche
- Wasserkraftwerk

## Verkehr
In Kesznyéten treffen die Landstraßen Nr. 3607 und Nr. 3613 aufeinander. Der nächstgelegene Bahnhof befindet sich in Tiszaújváros.